# Beni Mester
Beni Mester (em árabe: بنى مستر) é uma cidade e comuna localizada na província de Tremecém, no noroeste da Argélia. Em 2008, sua população era de 18 651 habitantes.